# Paweł Wakarecy
Paweł Wakarecy (ur. 14 października 1987 w Toruniu) – polski pianista i pedagog,  finalista XVI Konkursu Chopinowskiego (2010).
Absolwent Akademii Muzycznej im. Feliksa Nowowiejskiego w Bydgoszczy w klasie fortepianu Katarzyny Popowej-Zydroń. Jest pedagogiem tej uczelni, w Katedrze Fortepianu. W 2022 otrzymał stopień doktora habilitowanego.
Laureat wielu polskich konkursów fortepianowych, m.in. w Szafarni i Koninie. Finalista Międzynarodowego Konkursu im. Fryderyka Chopina w Darmstadt (2009).